# داء أونفيريشت-لوندبورغ
داء أونفيريشت-لوندبورغ هو الشكل الأكثر شيوعًا لمجموعة نادرة من اضطرابات الصرع الجينية تسمى حالات الصرع الرمعي العضلي التدريجي. يحدث بسبب طفرة في جين سيستاتين بي. سُمي المرض نسبةً لهاينريش أونفيريشت، الذي وصفه لأول مرة في عام 1891، وهيرمان برنارد لوندبورغ، الذي بحث عنه بمزيد من التفصيل في عامي 1901 و1903. يبدأ ظهور المرض لدى الأطفال الذين تتراوح أعمارهم بين 6 و16 عامًا؛ لا توجد حالات معروفة يكون فيها المصاب أكبر من 18 عامًا عند التشخيص. تنشأ معظم الحالات من منطقة البلطيق في أوروبا، رغم الإبلاغ عن عدة إصابات في بلدان البحر الأبيض المتوسط.
يتميز ظهور المرض بنفضات رمعية عضلية ونوبات توترية رمعية. غالبًا ما أدت حالات الإصابة في عمر مبكر إلى الحاجة إلى كرسي متحرك والوفاة قبل سن الـ24، ولكن العلاجات والأدوية الجديدة أدت إلى زيادة متوسط العمر المتوقع للأفراد المصابين بداء أونفيريشت - لوندبورغ، وفي بعض الحالات، أصبح قريبًا من متوسط عمر الفرد غير المصاب.

## العلامات والأعراض
يحدث لدى المصابين بداء أونفيريشت - لوندبورغ نفضات رمعية عضلية ونوبات توترية رمعية في سن مبكرة، بين 6-16 عامًا. تحدث النفضات الرمعية العضلية في عضلات الذراعين والساقين الأقرب إلى الجذع، وتحدث بسبب مجموعة متنوعة من المحفزات الخارجية الشائعة. تبدأ النوبات بمتوسط عمر 10.8 سنوات، ويبدأ الرمع العضلي بمتوسط عمر 12.1 سنة. لا يمكن حاليًا التشخيص بدون اختبار جيني، وبما أن الأعراض المبكرة عامة، غالبًا ما يتم الخلط بين هذا المرض وأنماط أخرى أشيع من الصرع، غالبًا الصرع الرمعي العضلي الشبابي.

## الأسباب
السبب الجيني لداء أونفيريشت - لوندبورغ معروف، لكن الأبحاث أدت إلى توسيع مجالات الدراسة وزيادة المعرفة بأسباب هذا المرض.

### عوامل وراثية
من المعروف أن سبب داء أونفيريشت - لوندبورغ هو طفرة في الجين الذي ينتج السيستاتين بي. يعد المرض وراثيًا جسميًا متنحيًا، لذلك يجب أن يكون كلا الوالدين للفرد حاملين للجين المتنحي سيستاتين بي ليُورّث المرض، ولكي يظهر الفرد أعراض داء أونفيريشت - لوندبورغ، يجب أن يكون لديه جينات سيستاتين بي المتنحية. تمت مراقبة أشقاء الأفراد المصابين والذين لديهم جين متنحي واحد فقط ولم تظهر عليهم عمومًا علامات المرض، رغم ظهور أعراض خفيفة في بعض الحالات.

## العلاج
رغم عدم وجود علاج حالي لتصحيح جين سيستاتين بي الطافر، تعد معظم مضادات الاختلاج فعالة في تقليل النوبات ومساعدة مرضى داء أونفيريشت - لوندبورغ على تدبير الأعراض. بالإضافة إلى ذلك، تُجرى أبحاث جديدة لفحص فعالية العلاجات الأخرى.

## علم الأوبئة
البلد الوحيد الذي أُبلغ فيه عن وقوع داء أونفيريشت - لوندبورغ فيه هو فنلندا، حيث أُبلغ عن إصابة 4 من كل 100,000 فرد. مع ذلك، لم يُعرف المرض بشكل جيد إلا مؤخرًا، ويُحتمل أنه ما يزال قيد التشخيص، ولهذا السبب، قد يكون معدل الوقوع الفعلي مختلفًا عما هو معروف حاليًا. تشمل البلدان الأخرى التي فيها حالات إصابة معروفة دولًا في منطقة البحر الأبيض المتوسط بما في ذلك إيطاليا وفرنسا وتونس والجزائر والمغرب، تليها جمهورية التشيك والولايات المتحدة.